# جوش وينداس
جوش وينداس (بالإنجليزية: Josh Windass)‏ هو لاعب كرة قدم بريطاني في مركز الوسط، ولد في 9 يناير 1994 في كينغستون أبون هال في المملكة المتحدة. لعب مع نادي أكرينغتون ستانلي ونادي رينجرز وويغان أتلتيك.

## وصلات خارجية
- جوش وينداس على موقع قاعدة بيانات كرة القدم.إي يو (الإنجليزية)
- جوش وينداس على موقع Soccerbase.com (لاعب) (الإنجليزية)
- جوش وينداس على موقع Soccerway.com (الإنجليزية)
- جوش وينداس على موقع عالم كرة القدم.نت (الإنجليزية)